# Rudi Stănescu
Ionuț Rudi Stănescu (n. 14 august 1979, în Brașov) este un handbalist român care joacă pentru HC Dobrogea Sud Constanța și echipa națională a României pe postul de portar.
În 2010, pentru serviciile aduse echipei și orașului, precum și pentru comportamentul sportiv exemplar, Stănescu a fost declarat Cetățean de onoare al municipiului Constanța.
Rudi Stănescu a debutat la naționala de seniori în 1996. Până pe 15 ianuarie 2012, el a jucat pentru România în 129 de meciuri, în care a înscris și 3 goluri.

## Palmares
- Liga Națională:
  - Câștigător: 2004, 2006, 2007, 2009, 2010, 2011, 2012, 2013, 2014
- Cupa României:
  -  Câștigător: 2006, 2011, 2012, 2013, 2014
- Supercupa României:
  -  Câștigător: 2013
- Cupa Cupelor EHF:
  - Semifinalist: 2006
  - Sfertfinalist: 2007, 2009
- Cupa Challenge EHF:
  - Semifinalist: 2004

## Premii
- Handbalistul român al anului: 2006, 2007